# アレクサンドル・ザハリア
アレクサンドル・ユリアン・ザハリア（Alexandru Iulian Zaharia 、2000年9月9日 - ）は、ルーマニア・ヤシ出身のプロサッカー選手。ポリテフニカ・ヤシ所属。ポジションは、フォワード。